# Hudadhalli, Chincholi
Hudadhalli là một làng thuộc tehsil Chincholi, huyện Gulbarga, bang Karnataka, Ấn Độ.